# 石岡市消防本部
石岡市消防本部（いしおかししょうぼうほんぶ）は、茨城県石岡市の消防部局（消防本部）。管轄区域は石岡市全域。

## 概要
- 消防本部：石岡市石岡1-2-18
- 管内面積：215.62km2
- 職員定数：139人
- 消防署2カ所、分署1カ所、出張所2カ所
- 主力機械（2019年4月1日現在）
  - 普通消防ポンプ自動車：5
  - 水槽付消防ポンプ自動車：3
  - 化学消防自動車：1
  - はしご付消防自動車：1
  - 救助工作車：1
  - 可搬ポンプ付積載車：1
  - 広報車：2
  - 救急自動車：5
  - 指揮車：3
  - 連絡車：6
  - その他：2

## 沿革
- 1949年12月5日　石岡町消防本部・石岡町消防署を開設する。
- 1954年2月11日　市制を施行し石岡市となる。石岡市消防本部・石岡市消防署に改称する。
- 1971年4月1日　消防本部・消防署が移転する。
- 1976年4月2日　北出張所を開設する。
- 1979年4月1日　愛郷橋出張所を開設する。北出張所を柏原出張所に改称する。
- 1995年2月16日　高規格救急車を消防署に配備する。
- 2002年4月1日　消防本部・消防署が旧庁舎隣地に移転する。
- 2005年10月1日　新治郡八郷町と新設合併し、新・石岡市が発足する。新治地方広域事務組合が管轄していた八郷町地域を石岡市消防本部が管轄する。
  - 合併に伴う消防署所の名称変更は以下のとおり。
    - 石岡市消防署→石岡消防署
    - 石岡市消防署柏原出張所→石岡消防署柏原分署
    - 石岡市消防署愛郷橋出張所→石岡消防署愛郷橋出張所
    - 新治地方広域事務組合八郷消防署→八郷消防署
    - 新治地方広域事務組合八郷消防署山崎出張所→八郷消防署山崎出張所

## 組織
- 本部－総務課、予防課、警防課、通信指令室
- 消防署

## 消防署
| 消防署     | 住所       | 分署              | 出張所                 |
| ---------- | ---------- | ----------------- | ---------------------- |
| 石岡消防署 | 石岡1-2-18 | 柏原：鹿の子4-5-3 | 愛郷橋：高浜字歩行1335 |
| 八郷消防署 | 柿岡291    | なし              | 山崎：山崎906-35       |

## 不祥事
- 2020年5月20日 - 消防本部の男性消防士（25歳）が、5月20日、自宅で大麻1袋を所持したとして佐倉警察署が男性消防士を大麻取締法違反（所持）の疑いで現行犯逮捕した。男性消防士は「間違いありません」と容疑を認めている。警察に情報提供があり調べていた[1]。6月11日、消防本部は男性消防士を懲戒免職処分とした。また12日、県警は自宅で大麻草を栽培したとして、大麻取締法違反（栽培）の疑いで、元男性消防士を追送検した[2]。